# Daniel Dagallier
Daniel Dagallier   (Trévoux, 11 de juny de 1926) és un tirador d'esgrima francès, ja retirat, especialista en espasa, que va competir durant la dècada de 1950.
El 1952 va prendre part en els Jocs Olímpics d'Estiu de Hèlsinki, on quedà eliminat en sèries en la prova d'espasa per equips del programa d'esgrima. Quatre anys més tard, als Jocs de Melbourne, va guanyar la medalla de bronze en la prova del espasa per equips, mentre en la prova espasa individual quedà eliminat en sèries.
En el seu palmarès també destaquen cinc medalles al Campionat del Món d'esgrima, una d'or, dues de plata i dues de bronze, entre les edicions de 1951 i 1958, així com una medalla d'or als Jocs del Mediterrani de 1955.